# August Liivik
August Liivik, ur. jako August Liiver (ur. 26 stycznia 1903 w Särevere w prowincji Järvamaa, zm. 3 maja 1942 w łagrze Wiatłag w okolicach Kirowa) – estoński strzelec, multimedalista mistrzostw świata.

## Życiorys
Urodził się jako August Liiver (w 1936 roku zmienił nazwisko na Liivik). W 1925 roku ukończył gimnazjum powszechne w Paide, a dwa lata później szkołę aspirantów. W 1928 roku uzyskał uprawnienia nauczyciela obrony narodowej. 
Strzelectwo zaczął uprawiać w 1926 roku w czasie nauki w szkole wojskowej. W reprezentacji Estonii startował od 1932 do 1939 roku, zdobywając w tym czasie 16 medali mistrzostw świata (10 złotych, 4 srebrne i 2 brązowe). Podczas mistrzostw świata w 1939 roku stał siedmiokrotnie na podium – wraz ze Szwajcarem Karlem Zimmermannem osiągnęli pod tym względem najlepszy rezultat. W latach 1936–1937 zdobył przynajmniej trzy brązowe medale mistrzostw Estonii. Był ośmiokrotnym indywidualnym rekordzistą kraju. 
W latach 1929–1940 członek klubu strzeleckiego przy oddziale Kaitseliitu w Paide. Od 1932 do 1940 roku był nauczycielem obrony narodowej w gimnazjach w Paide i Türi, oraz w szkołach zawodowych w Paide i Vodja. W latach 1932–1938 dowódca pułku Kaitsellitu w Paide, zaś od 1934 do 1940 roku naczelny dowódca pułku Järva. W 1938 roku posiadał stopień porucznika. Od 1936 do 1940 roku członek zarządu związku sportowego prowincji Järvamaa. Sędzia zawodów strzeleckich. Aresztowany 20 grudnia 1940 roku i wywieziony do obozu jenieckiego. Zginął w maju 1942 roku w łagrze Wiatłag w okolicach Kirowa. 
Laureat złotego medalu Tallinna Spordipressi Klubi za najwybitniejsze osiągnięcie sportowe w Estonii (1935). Odznaczony m.in. Orderem Krzyża Białego Związku Obrony III klasy i Orderem Krzyża Orła V klasy (1935). W celu uhonorowania jego zasług, 22 kwietnia 1989 roku odsłonięto tablicę pamiątkową na ścianie jego domu w Paide, a 24 czerwca 1992 roku stanął pamiątkowy kamień w jego rodzinnej miejscowości Põikva. Po 1990 roku w miejscowościach Vodja i Kaiu rozgrywano zawody strzeleckie jego imienia.

## Wyniki

### Medale na mistrzostwach świata
Opracowano na podstawie materiałów źródłowych:
| Mistrzostwa   | Konkurencja                                     | Wynik             | Miejsce |
| ------------- | ----------------------------------------------- | ----------------- | ------- |
| Rzym 1935     | Karabin dowolny, trzy postawy, 300 m, drużynowo | 5465 pkt. (druż.) | srebro  |
| Rzym 1935     | Karabin dowolny stojąc, 300 m                   | 353 pkt.          | srebro  |
| Helsinki 1937 | Karabin dowolny, trzy postawy, 300 m, drużynowo | 5526 pkt. (druż.) | złoto   |
| Helsinki 1937 | Karabin dowolny leżąc, 300 m, drużynowo         | 1918 pkt. (druż.) | złoto   |
| Helsinki 1937 | Karabin dowolny klęcząc, 300 m, drużynowo       | 1856 pkt. (druż.) | złoto   |
| Helsinki 1937 | Karabin dowolny stojąc, 300 m, drużynowo        | 1752 pkt. (druż.) | złoto   |
| Helsinki 1937 | Karabin małokalibrowy klęcząc, 50 m, drużynowo  | 1897 pkt. (druż.) | złoto   |
| Helsinki 1937 | Karabin małokalibrowy stojąc, 50 m              | 377 pkt.          | brąz    |
| Helsinki 1937 | Karabin małokalibrowy stojąc, 50 m, drużynowo   | 1852 pkt. (druż.) | złoto   |
| Lucerna 1939  | Karabin dowolny, trzy postawy, 300 m            | 1097 pkt.         | złoto   |
| Lucerna 1939  | Karabin dowolny, trzy postawy, 300 m, drużynowo | 5433 pkt. (druż.) | złoto   |
| Lucerna 1939  | Karabin dowolny leżąc, 300 m                    | 384 pkt.          | srebro  |
| Lucerna 1939  | Karabin małokalibrowy, trzy postawy, 50 m       | 1163 pkt.         | srebro  |
| Lucerna 1939  | Karabin małokalibrowy leżąc, 50 m, drużynowo    | 1977 pkt. (druż.) | złoto   |
| Lucerna 1939  | Karabin małokalibrowy klęcząc, 50 m, drużynowo  | 1944 pkt. (druż.) | złoto   |
| Lucerna 1939  | Karabin małokalibrowy stojąc, 50 m              | 378 pkt.          | brąz    |